# زلزال مقاطعة سكانيا 2008
زلزال مقاطعة سكانيا 2008 هو زلزالٌ وقعَ في سكانيا في السويد بتاريخ 16 ديسمبر 2008.